# Cound Arbour Bridge
Die Cound Arbour Bridge führt eine wenig befahrene Landstraße über das Flüsschen Cound Brook bei dem Dorf Cound südlich von Shrewsbury in Shropshire, England.
Die Bogenbrücke, die eine Engstelle auf der Landstraße bildet, überquert das Flüsschen mit einem rund 9 m weiten und 4 m breiten gusseisernen Bogen zwischen gemauerten Widerlagern.
Ihr Bogen besteht aus drei parallelen Rippen, die jeweils aus zwei Bogensegmenten bestehen, die im Bogenscheitel miteinander verbunden sind. Auf ihnen wurde eine Reihe von eisernen Ringen mit abnehmenden Durchmessern eingefügt. Sie wahren den Abstand zu den darüber liegenden Trägern aus drei Bogensegmenten, die auf der Unterseite mit den Querträgern verbunden sind, die das Brückengewölbe bilden. Die beiden Zwickel sind jeweils durch eine eiserne Platte und einen weiteren dreiteiligen Träger verschlossen, die mit Bolzen miteinander verbunden sind. Der heutige Fahrbahnträger besteht aus einer Betonplatte mit gusseisernem Geländer. Am Bogenscheitel befindet sich eine gusseiserne Platte mit der Inschrift Cast at Coalbrookdale 1797.
Manche nehmen an, dass die Brücke von Thomas Telford entworfen worden sei. Telford war seit 1787 County Surveyor (Landvermesser) von Salop (wie Shropshire damals genannt wurde), ein Amt, das außer der Vermessung auch die Aufsicht und gegebenenfalls die Renovierung und die Planung von öffentlichen Gebäuden wie Gefängnissen, Kirchen und Brücken umfasste. Wahrscheinlich hat er die Pläne zumindest geprüft und genehmigt. In seiner Biografie wird nur erwähnt, dass dort weitere Brücken unter seiner Aufsicht gebaut worden seien. Die eisernen Ringe im Brückenbogen kommen zwar schon in der Iron Bridge und der Wearmouth-Brücke von 1796 vor und sind ein häufig anzutreffendes Element in gusseisernen Brücken dieser Zeit, z. B. in den Brücken in den Sydney Gardens von Bath, aber Telford scheint sie bei seinen eigenen Entwürfen nicht verwendet zu haben.
Die Cound Arbour Bridge steht seit 1972 unter Denkmalschutz (Grade II*).
Über dasselbe Flüsschen führt etwa vier Kilometer flussaufwärts auch die Cantlop Bridge.